# گورستان سره جی ۲
گورستان سره جی ۲ مربوط به عصر آهن است و در شهرستان ایجرود، بخش مرکزی، دهستان گلابر، ۱۵۸۰ متری شمال روستای سها واقع شده و این اثر در تاریخ ۱۵ دی ۱۳۸۷ با شمارهٔ ثبت ۲۴۰۸۳ به‌عنوان یکی از آثار ملی ایران به ثبت رسیده است.